# Blackwater (Ulster)
Blackwater (irl. Cluain-Dabhail, co znaczy „łąki Dabhal”, an Abhainn mór, co znaczy „wielka rzeka”) – rzeka graniczna między Irlandią Północną i Irlandią.
Rzeka wypływa na północny wschód od Fivemiletown, między Clogher i Augher w hrabstwie Tyrone. Blackwater w swoim środkowym biegu jest rzeką graniczną między Irlandią (hrabstwem Monaghan) i Irlandią Północną (hrabstwem Armagh), począwszy od miejsca, gdzie wpływa do niej rzeka Ballygawlley aż do okolic miejscowości Glaslough, gdzie rzeka skręca na wschód, a granica państwowa dalej biegnie na południe. A także dzieli hrabstwa Tyrone i Armagh w Irlandii Północnej. Blackwater kończy swój bieg wpływając do jeziora Neagh na zachód o wyspy Derrywarragh w Maghery.
Rzeka jest żeglowna na odcinku od Lough Neagh do Blackwatertown.
W rzece występuje m.in. łosoś, i jest ona miejscem wędkowania.